# جواد محمود النتشة
جواد محمود النتشة (1958-) هو مؤرخ فلسطيني ولد في الخليل، انهى دراستة الابتدائية في مدرستي الجزائر وابن المقفع، وحصل على المترك عام 1973، حصل على الثانوية من مدرسة الخليل الشرعية عام 1978، وحصل على بكالوريوس الشريعة الاسلامية من الجامعة الاسلامية بالمدينة المنورة عام 1984.
وكان من مبعدي مرج الزهور في 17 ديسمبر 1992

## مؤلفاته
كان للنتشة العديد من المؤلفات منها:
1.مكانة بيت المقدس بين نصوص الوحي وحركة الانسان، الصادر عن مركز دراسات المستقبل الإسلامي، عام 2006.
2.انتماء فلسطين بين دعاوى التوراتيين وحقائق الماضي والحاضر.
3. مدينة خليل الرحمن عبر العصور .
4. عالم الأنفس .
وله كتب أخرى تدور حول القران الكريم والفقه الإسلامي .